# Conselho Grande e Geral
O Conselho Grande e Geral (Consiglio Grande e Generale) é a sede do poder legislativo de San Marino, o parlamento é unicameral e conta com 60 membros eleitos para mandatos de 5 anos. O Conselho é presidido pelos dois Capitães Regentes, coadjuvados pela presidência.

## História
A existência de uma assembleia composta por sessenta membros que partilhavam o poder com o arengo e o Conselho do XII é atestada desde o século XII.
O organismo assumiu posição de destaque ao longo dos séculos, tornando-se expressão da oligarquia que detinha o poder a partir do século XVII. Até a Arengo de 1906 o Conselho era renovado por cooptação e era composto por vinte membros de todas as classes (nobres, cidadãos e castelos rurais); depois disso, eleições democráticas foram realizadas primeiro a cada três anos, depois a cada cinco.
Durante a era oligárquica e o regime fascista era chamado de Conselho do Príncipe e Soberano.

## Sistema eleitoral
Todos os cidadãos de San Marino com mais de 18 anos são eleitores. A lei eleitoral prevê a eleição por voto de lista com representação semiproporcional para o colégio nacional único. Desde 2008, a coligação vencedora obteve a maioria dos assentos, que em alternativa são atribuídos às listas concorrentes usando o Método D'Hondt. São eleitos os candidatos de cada lista que obtiveram o maior número de preferências. Cada eleitor tem a possibilidade de indicar uma preferência nos candidatos da lista escolhida.

## Requisitos de elegibilidade
Os requisitos para a eleição como conselheiro são:
- ter 21 anos de idade completos
- ter cidadania de São Marinho (para mulheres estrangeiras casadas com cidadãos de São Marinho, que tenham adquirido a cidadania de São Marinho há pelo menos 5 anos) e residência na República
- saber ler e escrever
- não tem relacionamento direto com outro diretor
- não ter sido submetido a condenações criminais
- não ser banido por insanidade
- desfrutar de direitos políticos
- não ser magistrado ou procurador fiscal
- não ocupar cargos eclesiásticos, diplomáticos ou consulares, inclusive honorários, em estados estrangeiros
- não ser um membro de um conselho do castelo
- não fazer parte da gendarmaria ou da polícia civil

## Prerrogativas
O Conselho, presidido pelos dois capitães regentes, deve ser convocado pelo menos uma vez por mês. O Conselho tem o poder legislativo, a determinação da direção política e o exercício das funções de controle.
As prerrogativas do Grande Conselho Geral são, portanto:
- a eleição dos capitães regentes
- o exercício da função legislativa
- a aprovação do orçamento da República
- a emissão de atos de alienação de bens da República
- a emissão de disposições relativas ao emprego público
- a emissão de medidas de organização interna
- ratificação de tratados internacionais
- a nomeação de magistrados
- a nomeação de representantes diplomáticos
- o exercício do direito de perdão e anistia
- a concessão da cidadania
- a eleição dos membros do Conselho do XII
- a eleição dos membros do Congresso Estadual
- a eleição dos membros das Comissões permanentes do Conselho
- o exercício de funções relacionadas com o judiciário, como restitutio in integrum e querela nullitatis

## Comissões do conselho permanente
Desde 1995, o Conselho foi dividido internamente em quatro comissões permanentes do conselho compostas por quinze membros nomeados de forma proporcional entre os grupos de conselho das listas representativas dentro do Grande Conselho e do Conselho Geral, eles têm a tarefa de examinar, propor e discutir a adoção de novas leis antes da discussão em plenário do Conselho.
Para a composição das comissões é adotado o critério da proporcionalidade entre os grupos presentes no Conselho. As Comissões são presididas pelos secretários de Estado competentes.
As comissões do conselho permanente são:
- Comissão I: assuntos constitucionais e institucionais; administração pública; assuntos internos, proteção civil, relações com os conselhos do castelo; justiça; educação, cultura, patrimônio cultural, universidades e pesquisa científica.
- Comissão II: relações exteriores, emigração e imigração, segurança e ordem pública, informação.
- Comissão III: finanças, orçamento e planejamento; artesanato, indústria, comércio; turismo, serviços, transportes e telecomunicações, trabalho e cooperação.
- Comissão IV: higiene e saúde, previdência e previdência, políticas sociais, esporte; território, meio ambiente e agricultura.

## Órgãos do conselho que expiram no final da legislatura
- Comissão Eleitoral
- Comissão de Trabalho
- Comissão de Aviação Civil
- Comissão pela congruência de valores
- Comissão de Conservação de Monumentos e Objetos da Antiguidade e Arte
- Comissão de Cooperação
- Comissão de Gestão de Obras Subsidiadas
- Comissão de igualdade de oportunidades
- Comissão de preço
- Comissão de Recursos Ambientais e Agrícolas
- Comissão de Artesanato do Estado
- Comissão de planejamento urbano
- Comissão de educação pública
- Delegação do Conselho da República de São Marinho à Assembleia Parlamentar do Conselho da Europa
- Delegação do Conselho da República de São Marinho à Assembleia Parlamentar da OSCE
- Comissão eleitoral permanente
- Grupo Nacional da República de São Marinho na União Interparlamentar
- Magistério de Sant'Agata
- Massari del Santo
- Prefeitos do governo
- Escritório do Secretariado do Grande Conselho Geral